# 氰化铝
氰化铝是一种无机化合物，化学式为Al(CN)3。它可由氰化氢和氢化铝反应制得。四氯合铝酸锂和三甲基氰硅烷在乙醚中反应，也能得到氰化铝。金属铝和氰化汞在液氨中反应，可以得到氰化铝的氨合物。它在水中水解，生成氢氧化铝和氰化氢；它难溶于吡啶。
AlH3+3 HCN → Al(CN)3+3 H2
Al(CN)3+3 H2O → Al(OH)3+3 HCN